# Rhynchosporium secalis
|  | Dieser Artikel wurde aufgrund von formalen oder inhaltlichen Mängeln in der Qualitätssicherung Biologie im Abschnitt „Mykologie“ zur Verbesserung eingetragen. Dies geschieht, um die Qualität der Biologie-Artikel auf ein akzeptables Niveau zu bringen. Bitte hilf mit, diesen Artikel zu verbessern! Artikel, die nicht signifikant verbessert werden, können gegebenenfalls gelöscht werden. Lies dazu auch die näheren Informationen in den Mindestanforderungen an Biologie-Artikel. Begründung: Keinerlei Angaben zur Morphologie, Lebensweise etc. --Ak ccm (Diskussion) 10:24, 16. Feb. 2014 (CET) |

Rhynchosporium secalis ist eine Art der Schlauchpilze (Ascomycota) aus der Klasse der Helotiales. Rhynchosporium secalis ist der Auslöser der Rhynchosporium-Blattfleckenkrankheit von Gerste, Roggen und Triticale.
Die Krankheit äußert sich in spindelförmigen, blaugrünen, sich aber schnell grauweiß verfärbenden Flecken von bis zu 2 cm Größe, die zur Vergilbung und zum Absterben des ganzen Blattes führen.

## Lebensweise
Die Sporen keimen nach 24 h Nässe. 1 h nach Beginn der Infektion wird der Keimschlauch gebildet, der sich zum Appressorium verdickt. Nach der Penetration der Kutikula wächst der Pilz entlang der Zellnähte. Erst im späten Stadium der Infektion finden sich Pilzhyphen im Mesophyll des Blattes. Etwa 10 Tage nach der Inokulation kollabieren die Epidermiszellen, was sich als (oben beschriebene) grauweiße Läsion zeigt.
Die Sporen werden über Regentropfen verbreitet. Durch diese Verbreitungsform ist die Rhynchosporium-Blattfleckenkrankheit relativ standortgebunden, und der Befall tritt anfangs nesterweise auf.
Die größten wirtschaftlichen Schäden verursacht Rhynchosporium secalis bei der Gerste.